# Hannoveri Zsófia Sarolta porosz királyné
Zsófia Sarolta porosz királyné, született Zsófia Sarolta braunschweig-lüneburgi hercegnő (Iburg, 1668. október 30. – Hannover, 1705. február 1.) az első porosz királyné, I. Frigyes porosz király második felesége.

## Élete

A lützenburgi kastély, a későbbi charlottenburgi kastély

Zsófia Sarolta hercegnő Ernő Ágost osnabrücki püspök (1629–1698) és Pfalzi Zsófia hercegnő (1630–1714) egyetlen leánya volt. Zsófia Sarolta levelezésben állt a tudós Gottfried Wilhelm Leibniz-cel. 1697-től a Berlin melletti lützenburgi kastélyban élt.

## Házassága, gyermekei
1684. november 6-án Zsófia Sarolta feleségül ment Frigyes herceghez, a Brandenburgi Választófejedelemség és a Porosz Hercegség trónörököséhez, két gyermekük született:
- Frigyes Ágost (1685–1786)
- Frigyes Vilmos (1688–1740), későbbi porosz király.

## Fordítás
Ez a szócikk részben vagy egészben  a   Sophie Charlotte von Hannover című német Wikipédia-szócikk fordításán alapul.  Az eredeti cikk szerkesztőit annak laptörténete sorolja fel. Ez a jelzés csupán a megfogalmazás eredetét és a szerzői jogokat jelzi, nem szolgál a cikkben szereplő információk forrásmegjelöléseként.